# Liste des ministres italiens du Trésor
Cet article dresse la liste des ministres italiens du Trésor entre 1877 et 1999, période d'existence du ministère, sauf de 1922 à 1944 et en 1947, quand il était fusionné avec le ministère des Finances.

## Liste des ministres

### Royaume d'Italie
| Ministre                                      | Ministre                     | Mandat                              | Parti | Parti         | Gouvernement       |
| --------------------------------------------- | ---------------------------- | ----------------------------------- | ----- | ------------- | ------------------ |
|                                               | Angelo Bargoni               | 28 décembre 1877 – 24 mars 1878     |       | Sinistra      | Depretis II        |
| Fonction exercée par le ministre des Finances |                              |                                     |       |               |                    |
|                                               | Agostino Magliani            | 4 avril 1887 – 29 décembre 1888     |       | Sinistra      | Depretis VIII      |
| Crispi I                                      | Agostino Magliani            | 4 avril 1887 – 29 décembre 1888     |       | Sinistra      |                    |
|                                               | Costantino Perazzi           | 29 décembre 1888 – 9 mars 1889      |       | Sinistra      | Crispi I           |
|                                               | Giovanni Giolitti            | 9 mars 1889 – 10 décembre 1890      |       | Sinistra      | Crispi II          |
|                                               | Bernardino Grimaldi          | 10 décembre 1890 – 6 février 1891   |       | Sinistra      | Crispi II          |
|                                               | Luigi Luzzatti               | 6 février 1891 – 15 mai 1892        |       | Destra        | di Rudinì I        |
|                                               | Bernardino Grimaldi          | 15 mai 1892 – 15 décembre 1893      |       | Sinistra      | Giolitti I         |
|                                               | Sidney Sonnino               | 15 décembre 1893 – 10 mars 1896     |       | Destra        | Crispi III·IV      |
|                                               | Giuseppe Colombo             | 10 mars 1896 – 11 juillet 1896      |       | Destra        | di Rudinì II       |
|                                               | Luigi Luzzatti               | 11 juillet 1896 – 29 juin 1898      |       | Destra        | di Rudinì III·IV·V |
|                                               | Pietro Vacchelli             | 29 juin 1898 – 14 mai 1899          |       | Sinistra      | Pelloux I          |
|                                               | Paolo Boselli                | 14 mai 1899 – 24 juin 1900          |       | Destra        | Pelloux II         |
|                                               | Giulio Rubini                | 24 juin 1900 – 21 décembre 1900     |       | Destra        | Saracco            |
|                                               | Bruno Chimirri (par intérim) | 21 décembre 1900 – 7 janvier 1901   |       | Destra        | Saracco            |
|                                               | Gaspare Finali               | 7 janvier 1901 – 15 février 1901    |       | Destra        | Saracco            |
|                                               | Ernesto Di Broglio           | 15 février 1901 – 3 septembre 1903  |       | Sinistra      | Zanardelli         |
|                                               | Luigi Luzzatti               | 3 septembre 1903 – 27 mars 1905     |       | Destra        | Giolitti II        |
| Tittoni                                       | Luigi Luzzatti               | 3 septembre 1903 – 27 mars 1905     |       | Destra        |                    |
|                                               | Paolo Carcano                | 27 mars 1905 – 8 février 1906       |       | Sinistra      | Fortis I·II        |
|                                               | Luigi Luzzatti               | 8 février 1906 – 29 mai 1906        |       | Destra        | Sonnino I          |
|                                               | Angelo Majorana Calatabiano  | 29 mai 1906 – 17 mai 1907           |       | Sinistra      | Giolitti III       |
|                                               | Paolo Carcano                | 17 mai 1907 – 11 décembre 1909      |       | Sinistra      | Giolitti III       |
|                                               | Antonio Salandra             | 11 décembre 1909 – 31 mars 1910     |       | Destra        | Sonnino II         |
|                                               | Francesco Tedesco            | 31 mars 1910 – 21 mars 1914         |       | Sinistra / UL | Luzzatti           |
| Giolitti IV                                   | Francesco Tedesco            | 31 mars 1910 – 21 mars 1914         |       | Sinistra / UL |                    |
|                                               | Giulio Rubini                | 21 mars 1914 – 31 octobre 1914      |       | UL            | Salandra I         |
|                                               | Paolo Carcano                | 31 octobre 1914 – 30 octobre 1917   |       | UL            | Salandra II        |
| Boselli                                       | Paolo Carcano                | 31 octobre 1914 – 30 octobre 1917   |       | UL            |                    |
|                                               | Francesco Saverio Nitti      | 30 octobre 1917 – 18 janvier 1919   |       | PRI           | Orlando            |
|                                               | Bonaldo Stringher            | 18 janvier 1919 – 23 juin 1919      |       | Indépendant   | Orlando            |
|                                               | Carlo Schanzer               | 23 juin 1919 – 14 mars 1920         |       | PLDI          | Nitti I            |
|                                               | Luigi Luzzatti               | 14 mars 1920 – 21 mai 1920          |       | PLDI          | Nitti I            |
|                                               | Carlo Schanzer               | 21 mai 1920 – 15 juin 1920          |       | UL            | Nitti II           |
|                                               | Filippo Meda                 | 15 juin 1920 – 2 avril 1921         |       | PPI           | Giolitti V         |
|                                               | Ivanoe Bonomi                | 2 avril 1921 – 4 juillet 1921       |       | PSRI          | Giolitti V         |
|                                               | Giuseppe De Nava             | 4 juillet 1921 – 26 février 1922    |       | PLI           | Bonomi I           |
|                                               | Camillo Peano                | 26 février 1922 – 1er août 1922     |       | PLDI          | Facta I            |
|                                               | Giuseppe Paratore            | 1er août 1922 – 28 octobre 1922     |       | PLDI          | Facta II           |
|                                               | Vincenzo Tangorra            | 28 octobre 1922 – 22 décembre 1922  |       | PPI           | Mussolini          |
| Fusionné avec le ministère des Finances       |                              |                                     |       |               |                    |
|                                               | Marcello Soleri              | 18 juin 1944 – 22 juillet 1945      |       | PLI           | Bonomi II·III      |
| Parri                                         | Marcello Soleri              | 18 juin 1944 – 22 juillet 1945      |       | PLI           |                    |
|                                               | Federico Ricci               | 22 juillet 1945 – 10 décembre 1945  |       | Indépendant   | Parri              |
|                                               | Epicarmo Corbino             | 10 décembre 1945 – 1er juillet 1946 |       | PLI           | De Gasperi I       |

### République italienne
| Ministre                                                                          | Ministre                              | Mandat                              | Parti | Parti       | Gouvernement        |
| --------------------------------------------------------------------------------- | ------------------------------------- | ----------------------------------- | ----- | ----------- | ------------------- |
|                                                                                   | Epicarmo Corbino (1890–1984)          | 14 juillet 1946 – 18 septembre 1946 |       | PLI         | De Gasperi II       |
|                                                                                   | Giovanni Battista Bertone (1874–1969) | 18 septembre 1946 – 2 février 1947  |       | DC          | De Gasperi II       |
| Fonction exercée par le ministre des Finances                                     |                                       |                                     |       |             |                     |
|                                                                                   | Gustavo Del Vecchio (1883–1972)       | 6 juin 1947 – 24 mai 1948           |       | Indépendant | De Gasperi IV       |
|                                                                                   | Giuseppe Pella (1902–1981)            | 24 mai 1948 – 26 juillet 1951       |       | DC          | De Gasperi V·VI     |
|                                                                                   | Ezio Vanoni (1903–1956)               | 26 juillet 1951 – 2 février 1952    |       | DC          | De Gasperi VII      |
|                                                                                   | Giuseppe Pella (1902–1981)            | 2 février 1952 – 17 août 1953       |       | DC          | De Gasperi VII·VIII |
|                                                                                   | Silvio Gava (1901–1999)               | 17 août 1953 – 31 janvier 1956      |       | DC          | Pella               |
| Fanfani I                                                                         | Silvio Gava (1901–1999)               | 17 août 1953 – 31 janvier 1956      |       | DC          |                     |
| Scelba                                                                            | Silvio Gava (1901–1999)               | 17 août 1953 – 31 janvier 1956      |       | DC          |                     |
| Segni I                                                                           | Silvio Gava (1901–1999)               | 17 août 1953 – 31 janvier 1956      |       | DC          |                     |
|                                                                                   | Ezio Vanoni (1903–1956)               | 31 janvier 1956 – 16 février 1956   |       | DC          | Segni I             |
|                                                                                   | Giuseppe Medici (1907–2000)           | 16 février 1956 – 1er juillet 1958  |       | DC          | Segni I             |
| Zoli                                                                              | Giuseppe Medici (1907–2000)           | 16 février 1956 – 1er juillet 1958  |       | DC          |                     |
|                                                                                   | Giulio Andreotti (1919–2013)          | 1er juillet 1958 – 15 février 1959  |       | DC          | Fanfani II          |
|                                                                                   | Fernando Tambroni (1901–1963)         | 15 février 1959 – 25 mars 1960      |       | DC          | Segni II            |
|                                                                                   | Paolo Emilio Taviani (1912–2001)      | 25 mars 1960 – 21 février 1962      |       | DC          | Tambroni            |
| Fanfani III                                                                       | Paolo Emilio Taviani (1912–2001)      | 25 mars 1960 – 21 février 1962      |       | DC          |                     |
|                                                                                   | Roberto Tremelloni (1900–1987)        | 21 février 1962 – 21 juin 1963      |       | PSDI        | Fanfani IV          |
|                                                                                   | Emilio Colombo (1920–2013)            | 21 juin 1963 – 6 août 1970          |       | DC          | Leone I             |
| Moro I·II·III                                                                     | Emilio Colombo (1920–2013)            | 21 juin 1963 – 6 août 1970          |       | DC          |                     |
| Leone II                                                                          | Emilio Colombo (1920–2013)            | 21 juin 1963 – 6 août 1970          |       | DC          |                     |
| Rumor I·II·III                                                                    | Emilio Colombo (1920–2013)            | 21 juin 1963 – 6 août 1970          |       | DC          |                     |
|                                                                                   | Mario Ferrari Aggradi (1916–1997)     | 6 août 1970 – 17 février 1972       |       | DC          | Colombo             |
|                                                                                   | Emilio Colombo (1912–2001)            | 17 février 1972 – 26 juin 1972      |       | DC          | Andreotti I         |
|                                                                                   | Giovanni Malagodi (1904–1981)         | 26 juin 1972 – 7 juillet 1973       |       | PLI         | Andreotti II        |
|                                                                                   | Ugo La Malfa (1903–1979)              | 7 juillet 1973 – 14 mars 1974       |       | PRI         | Rumor IV            |
|                                                                                   | Emilio Colombo (1912–2001)            | 14 mars 1974 – 29 juillet 1976      |       | DC          | Rumor V             |
| Moro IV·V                                                                         | Emilio Colombo (1912–2001)            | 14 mars 1974 – 29 juillet 1976      |       | DC          |                     |
|                                                                                   | Gaetano Stammati (1908–2002)          | 29 juillet 1976 – 11 mars 1978      |       | DC          | Andreotti III       |
|                                                                                   | Filippo Maria Pandolfi (1927– )       | 11 mars 1978 – 18 octobre 1980      |       | DC          | Andreotti IV·V      |
| Cossiga I·II                                                                      | Filippo Maria Pandolfi (1927– )       | 11 mars 1978 – 18 octobre 1980      |       | DC          |                     |
|                                                                                   | Beniamino Andreatta (1928–2007)       | 18 octobre 1980 – 1er décembre 1982 |       | DC          | Forlani             |
| Spadolini I·II                                                                    | Beniamino Andreatta (1928–2007)       | 18 octobre 1980 – 1er décembre 1982 |       | DC          |                     |
|                                                                                   | Giovanni Goria (1943–1994)            | 1er décembre 1982 – 28 juillet 1987 |       | DC          | Fanfani V           |
| Craxi I·II                                                                        | Giovanni Goria (1943–1994)            | 1er décembre 1982 – 28 juillet 1987 |       | DC          |                     |
| Fanfani VI                                                                        | Giovanni Goria (1943–1994)            | 1er décembre 1982 – 28 juillet 1987 |       | DC          |                     |
|                                                                                   | Giuliano Amato (1938– )               | 28 juillet 1987 – 22 juillet 1989   |       | PSI         | Goria               |
| De Mita                                                                           | Giuliano Amato (1938– )               | 28 juillet 1987 – 22 juillet 1989   |       | PSI         |                     |
|                                                                                   | Guido Carli (1914–1993)               | 22 juillet 1989 – 28 juin 1992      |       | DC          | Andreotti VI·VII    |
|                                                                                   | Piero Barucci (1933– )                | 28 juin 1992 – 10 mai 1994          |       | Indépendant | Amato I             |
| Ciampi                                                                            | Piero Barucci (1933– )                | 28 juin 1992 – 10 mai 1994          |       | Indépendant |                     |
|                                                                                   | Lamberto Dini (1931– )                | 10 mai 1994 – 17 mai 1996           |       | Indépendant | Berlusconi I        |
| Dini                                                                              | Lamberto Dini (1931– )                | 10 mai 1994 – 17 mai 1996           |       | Indépendant |                     |
|                                                                                   | Carlo Azeglio Ciampi (1920–2016)      | 17 mai 1996 – 31 décembre 1997      |       | Indépendant | Prodi I             |
| Fusionné dans le ministère du Trésor, du Budget et de la Planification économique |                                       |                                     |       |             |                     |